# 프롱드의 난
프롱드의 난(프랑스어: La Fronde)은 프랑스의 부르봉 왕조에 반항하는 귀족 세력이 일으킨 최후의 내란이다. 프롱드라 함은 당시 파리의 어린이들이 관헌에 반항하여 돌을 던지는 놀이에서 사용한 '투석기'에서 유래된 말인데 점증하는 왕권을 견제하기 위한 시도의 일환이었다. 제1회는 고등법원(高等法院)의 프롱드(Fronde Parlementaire, 1648∼1649), 제2회는 귀족의 프롱드(Fronde des nobles, 1649∼1653)이다.
루이 14세의 즉위(1643) 당시 모후(母后)와 로마 가톨릭교회 추기경이자 재상인 마자랭이 정권을 잡고 있었는데 파리의 고등법원(법복귀족(法服貴族))이 칙령의 등록을 거부함으로써 왕권에 반항하여 왕실도 한때는 피난하여 파리를 퇴각하였으나, 왕당파의 콩데 공(公)에 의하여 반란은 진압되었다. 그러나 콩데 공은 마자랭과의 반목으로 체포되었고 지방에서는 반왕당파 귀족이 동맹하여 반항하였으므로 왕실과 마자랭은 다시금 파리를 퇴각하였다.
파리는 에스파냐의 원조를 받고 있는 콩데 군(軍)이 지배하고 있었기 때문에 파리 시민의 반감을 사서 드디어는 왕당파에 의한 탄압으로 왕실은 파리로 귀환하였다. 이 프롱드의 반란은 프랑스에 있어서의 귀족세력의 왕권에 대한 최후의 반란으로 부르봉 절대왕정 확립의 길을 터놓은 것으로서 의의를 갖는다.

## 이름의 뜻
프롱드(fronde)는 프랑스어로 투석구, 새총을 뜻하는데, 파리의 군중이 마자린 추기경 지지자들 근처에 있던 창문을 부수기 위해 새총을 사용한 것에서 명칭이 달린 것이다. 레츠(Retz)의 추기경 장 프랑수아 폴 드 곤디(Jean François Paul de Gondi)는 그의 회고록 2권에서 이러한 사용법을 재치 있는 표현으로 꼽았다: "바쇼몽(Bachaumont)은 법원이 파리의 도랑에서 돌을 내던지고(‘프롱당'(frondent), 즉 새총을 사용해서 쏘는), 순경을 만나면 도망쳤다가 순경이 등을 돌리자마자 다시 만나는 남학생들처럼 행동했다고 농담으로 말한 적이 있다." 그는 이 별명을 바탕으로 한 엠블럼이 꽤 인기를 끌었으며 모자, 부채, 장갑 위에 새겨지기도 했고, 빵조차 이 엠블럼이 새겨진 채로 구워지기도 했다고 말한다.

## 기원

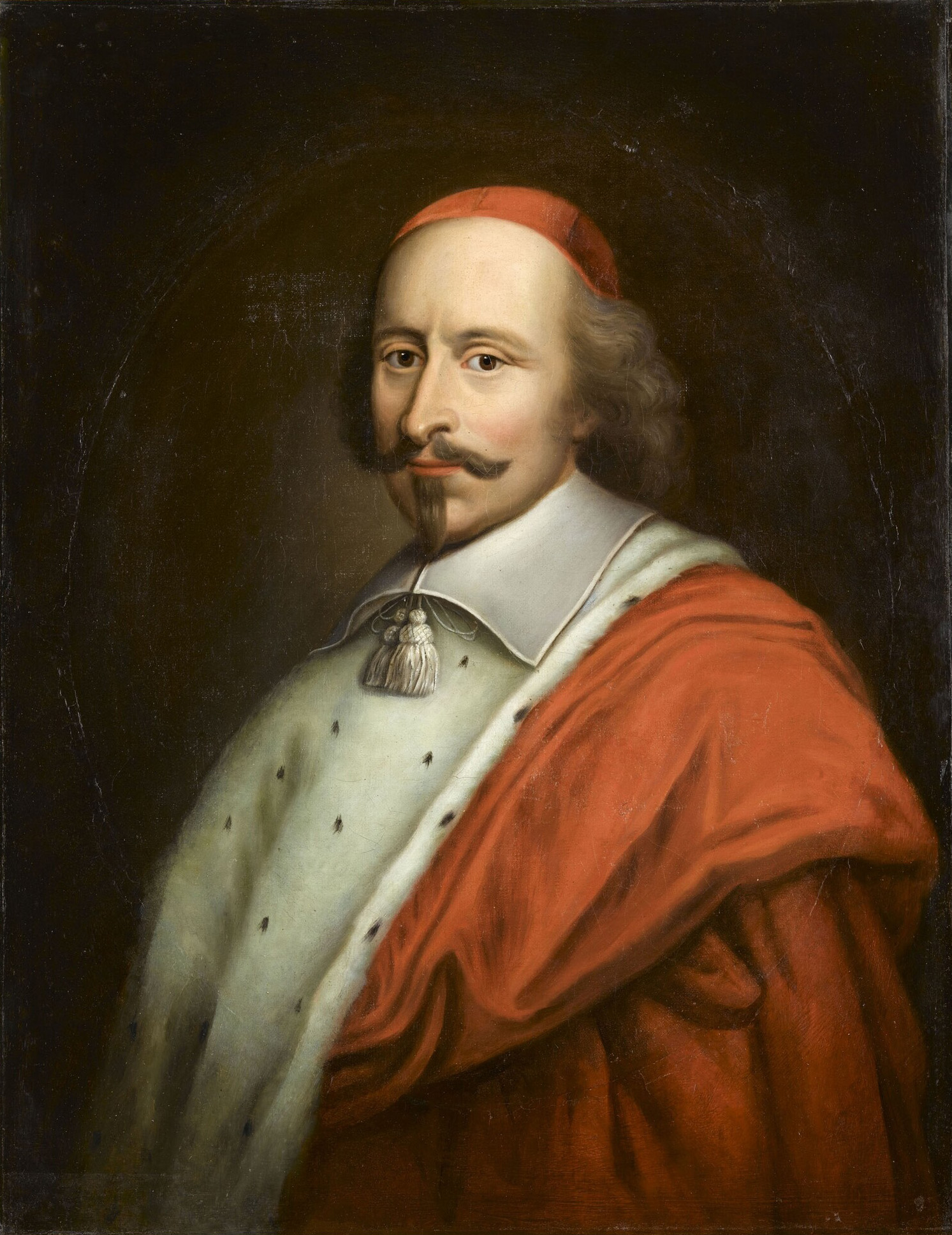
프랑스의 외교관이자 재상, 마자랭 추기경. 마티유 르 냉 작 초상화

프롱드의 난은 혁명적인 목표로 시작된 것이 아니라 왕실의 침략으로부터 옛 '자유'를 보호하고 영국 의회와 같은 입법 기관이 아닌 고등법원의 확립된 권리, 특히 관습에 반하는 법령 등록을 거부하여 군주의 권력을 제한시킬 수 있는 파리 고등법원의 권리를 지키는 것을 목표로 했다. 공격을 받은 자유는 개인이 아닌 공인도시로서 봉건적인, 프랑스라는 지역 이익과 지방 정체성의 법적 미봉책으로서 부처에 부여된 특권을 옹호했다. 결국 프롱드의 난은 마침내 왕실의 절대론으로 확립된 인센티브를 제공했는데, 이는 이러한 장애가 결국 자유에 대한 봉건 개념을 불신했기 때문이다.
전통의 자유가 위협받는 상황에서 왕실이 최근 전쟁의 지출 비용을 회수해야 했기 때문에 세금이 연장되고 인상되는 등의 압박을 받았다. 30년 전쟁 (1618~1648)으로 생긴 전쟁비용으로 인해 마자랭 정부는 수입세(impôts), 인두세(taille), 관습세(aides)를 통해 자금을 조달해야 했다. 귀족들은 옛 자유와 특권에 따라 세금을 부과받는 것을 거부했고, 그 부담은 부르주아층에게로 돌아갔다.
이 운동은 곧 파벌 싸움으로 변질되었고, 그 중 일부는 마자랭을 전복시키고 그의 전임자인 리슐리외 추기경(1624~1642년 재임)의 정책을 뒤집으려 시도했며, 또 다른 일부는 프롱드의 지도자가 되었다. 1643년 루이 14세가 왕이 되었을 때 그는 아직 어린아이였기 때문에 프랑스는 오스트리아 출신의 안 모후가 통치했으며, 리슐리외는 전년에 사망했지만 그의 정책은 그의 후임인 마자랭 추기경이 맡아 프랑스인들의 삶 위에 군림하고 있었다. 대부분의 역사가들은 루이가 나중에 절대 군주제를 고집하며 귀족의 실제 권력을 박탈한 것은 어린 시절 사건들의 결과라고 추측하고 있다. '프롱뒈르(frondeur)'라는 용어는 나중에 왕권을 제한시키자고 주장하는 사람을 지칭하는 데 사용되었으며, 현재의 프랑스어 용법으로 넘어가면서 권력에 대한 비판에 관여하거나 반항을 하는 사람을 지칭한다.

## 제1차 프롱드의 난(법원 프롱드, 1648~1649년)
1648년 5월 1648년 5월, 파리 고등법원의 사법관들에게 부과된 세금은 납부 거부말고도 이전 재정 명령에 따른 비난과 파리의 모든 고등법원 위원들로 구성된 '법원'(샹브레 생 루이)의 통합 위원회가 구성한 헌법 개혁 계획의 수용을 요구하는 원인이 되었다.
법원 프롱드의 군사 기록은 거의 없다. 1648년 8월,  콘데 공의 랑스에서의 승전보(1648년 8월 20일)에 힘이 실린 마자랭은 갑자기 가석방된 지도자들을 체포했고, 이에 파리 시민들은 반란을 일으켜 거리에 장애물을 쳤다.
귀족 세력은 1615년을 마지막으로 열렸던 삼부회(États généraux) 소집을 요구했다. 귀족들은 과거처럼 삼부회에서 부르주아층을 계속 통제 하에 둘수 있다고 믿었다.
즉각적으로 대응해야 할 군대가 없었기 때문에 왕실은 포로들을 석방시켜 개혁을 약속해야 했고, 10월 22일 밤 파리에서 탈출했다. 그러나 프랑스가 베스트팔렌 조약(1648년 10월 24일 뮌스터 조약)에 서명함으로써 프랑스 군대는 국경에서 돌아올 수 있었고, 1649년 1월 콘데는 파리를 포위해 공격했다. 전쟁 중이던 두 세력은 약간의 피해가 있은 후에 루일 조약(1649년 3월 11일)에 서명했다. 파리 시민들은 여전히 반추기경파에 속했지만 드 콘티 공의 휘하의 엄청나고 고귀한 지지자들이 제안한 대로 스페인의 원조를 요청하기를 거부했다. 귀족세력은 군사 원조 없이는 성공을 거둘 수 없을 것으로 예상되자 정부에 투항해 권리를 받아들었다.

## 제2차 프롱드의 난(제후들의 프롱드, 1650~1653년)
이후 프롱드의 난은 권력과 후원권을 장악하기 위한 음모와 미온적인 전투의 이야기가 되었으며, 초기의 입헌적 성격은 완전히 사라졌다. 주도 세력은 불만을 품은 제후와 귀족들이었다. 여기에는 가스통 도를레앙 공작(국왕의 삼촌), 루이 2세 드 부르봉콩데와 그의 동생 아르망 콩티 공, 프레데릭 부이용 공작과 그의 동생 앙리 튀렌 자작이 포함되었다. 여기에 가스통의 딸인 몽팡시에 공작부인(라 그랑 마드무아젤)과 콩데의 누이인 롱그빌 부인, 슈브뢰즈 부인, 교활한 음모가이자 후일 레츠 추기경이 되는 장 프랑수아 폴 드 공디가 더해졌다. 군사 작전은 전쟁 경험이 풍부한 용병들의 손에 맡겨졌는데, 이들은 두 명의 위대한 장군과 다수의 하급 장군들의 지휘 아래 있었다.

### 1650년 1월 ~ 1651년 12월

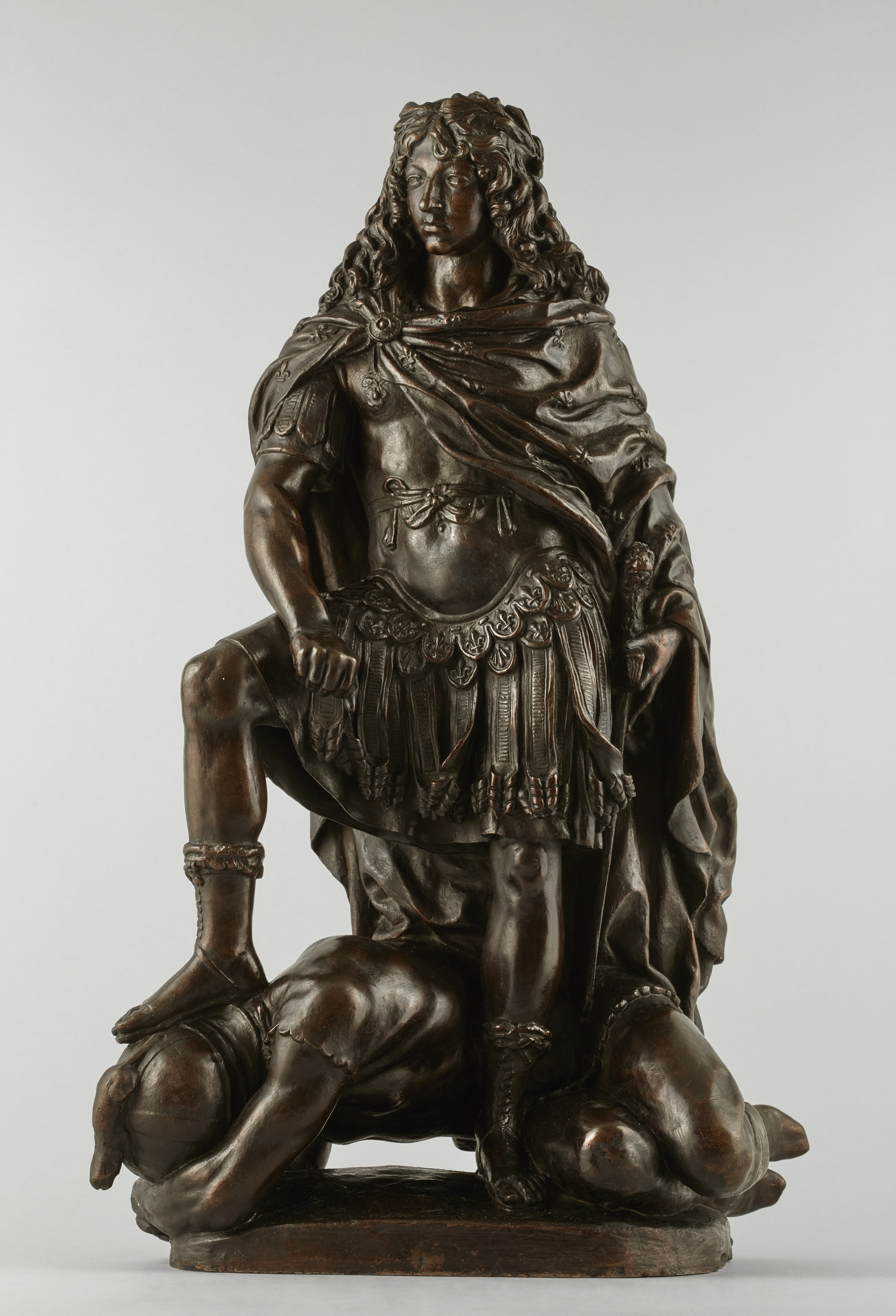
《루이 14세, 프롱드의 난을 진압하다》 질 게랭 작, 1654년

뤼에유 평화는 1649년 말까지 지속되었다. 다시 궁정에 복귀한 제후들은 마자랭에 대한 음모를 재개했다. 1650년 1월 14일, 마자랭 추기경은 공디 씨와 슈브뢰즈 부인과 협의한 후 갑작스럽게 콩데, 콩티, 롱그빌을 체포했다. 이번에는 평소 가장 충성스러운 군인이었던 튀렌이 무장 반란을 이끌게 되었다. 롱그빌 부인의 부추김을 받아들인 그는 그녀의 형제들, 특히 프라이부르크와 뇌르틀링겐 전투에서 함께 싸웠던 옛 전우 콩데를 구출하기로 결심했다.
튀렌은 스페인의 도움으로 이를 이루고자 했다. 스페인령 네덜란드 총독인 레오폴트 빌헬름 대공의 지휘 아래 강력한 스페인군이 아르투아에 집결했으나, 시골의 농민들이 침략자들에 맞서 봉기했다. 샹파뉴의 왕군은 52세의 나이에 36년간의 전쟁 경험을 가진 유능한 세자르 드 슈아죌 플레시프라슬랭 백작의 수중에 있었고, 작은 요새 귀즈는 대공의 공격을 성공적으로 저지했다.
이때 마자랭은 남부의 반란을 진압하기 위해 플레시프라슬랭의 군대에서 증원군을 차출했고, 이로 인해 왕군 사령관은 후퇴할 수밖에 없었다. 그러자 레오폴트 빌헬름 대공은 프랑스의 내분에 스페인 국왕 펠리페 4세의 돈과 병력을 더 이상 쓰지 않기로 결정했다. 그의 정규군은 동계 주둔지로 철수했고, 튀렌은 프롱드파와 로렌 출신 병사들로 이루어진 잡다한 군대만을 이끌고 제후들을 구출해야 했다. 플레시프라슬랭은 무력과 뇌물로 1650년 12월 13일 레텔의 항복을 받아냈고, 이곳을 구원하기 위해 전진했던 튀렌은 서둘러 후퇴했다. 하지만 그는 무서운 적수였고, 플레시프라슬랭과 군대를 동행한 마자랭 자신도 전투에서 패할 경우의 결과를 크게 우려했다. 그럼에도 원수는 튀렌을 결전으로 몰아넣기로 결정했고, 그 결과로 블랑샹(솜프타위르 근처) 전투, 또는 레텔 전투가 벌어졌다.
양측은 모두 견고한 진지에서 교착 상태에 빠져 있었다. 플레시프라슬랭은 자신의 기병대의 신뢰성을 의심했고, 튀렌은 공격하기에는 너무 약했다. 이때 프랑스 근위연대와 피카르디 연대 사이에서 서열 다툼이 일어났다. 왕군 보병대는 연대의 서열에 따라 재배치되어야 했고, 튀렌은 이에 따른 혼란을 목격하고 이를 이용하고자 하여 자신의 요새에서 나와 맹렬히 공격했다. 1650년 12월 15일의 전투는 치열했고 한동안 승패를 가늠할 수 없었으나, 결국 튀렌의 프롱드파가 무너졌고 그의 군대는 군대로서의 모습을 잃었다. 자신이 연극에서 맡은 역할에 대해 환멸을 느낀 튀렌 자신은 어린 국왕의 용서를 구했고 받아들여졌다. 한편 궁정은 국왕 직속군과 다른 충성스러운 군대와 함께 소규모 봉기들을 어렵지 않게 진압했다(1651년 3~4월).
콩데, 콩티, 롱그빌이 석방되었고, 1651년 4월까지 반란은 모든 곳에서 붕괴되었다. 이후 몇 달간의 공허한 평화가 이어졌고 궁정은 파리로 돌아왔다. 모든 제후들의 증오의 대상이 된 마자랭은 이미 망명길에 올랐다. 그의 부재로 상호 질시가 활개를 칠 수 있게 되었고, 그해 남은 기간 동안 프랑스에는 무정부 상태가 계속되었다.

### 1651년 12월 ~ 1653년 2월
1651년 12월, 마자랭 추기경은 소규모 군대를 이끌고 프랑스로 돌아왔다. 전쟁이 다시 시작되었고, 이번에는 튀렌과 콩데가 서로 맞서게 되었다.
이 전역이 끝난 후 내전은 종식되었으나, 이어진 프랑스-스페인 전쟁의 여러 전역에서 두 위대한 군인은 서로 맞서게 되었다. 튀렌은 프랑스의 수호자로, 콩데는 스페인의 침략자로서였다.
새로운 프롱드파의 데뷔는 기옌 지방에서 이루어졌고(1652년 2~3월), 그들의 동맹군인 레오폴트 빌헬름 대공은 북부의 여러 요새를 점령했다. 전쟁의 중심지가 곧 옮겨간 루아르강에서는 콩데가 기옌에서 도착하기 전까지 음모가와 다투기 좋아하는 영주들이 프롱드군을 지휘했다. 그의 대담한 지휘는 블레노 전투(1652년 4월 7일)에서 빛을 발했는데, 이 전투에서 왕군의 일부가 궤멸되었으나 새로운 군대가 그에 맞서기 위해 도착했다. 콩데는 적군의 능숙한 배치를 보고 튀렌의 존재를 감지했으며 전투를 중단했다. 왕군도 마찬가지로 전투를 중단했다. 콩데는 튀렌의 후위대 지휘관을 저녁 식사에 초대해 아침에 자신의 부하들에게 기습당한 것을 무자비하게 조롱했고, 작별 인사로 "우리 같은 훌륭한 사람들이 한 건달을 위해 서로의 목을 치고 있다니 안타깝군"(Quel dommage que de braves gens comme nous se coupent la gorge pour un faquin)이라고 말했다. 이 사건과 발언은 역설적이게도 루이 14세의 철권통치로 이어진 봉건적 오만을 잘 보여준다.
블레노 전투 이후 양군은 파리로 행군하여 의회, 레츠, 몽팡시에 공작부인과 협상을 벌였다. 한편 대공은 플랑드르에서 더 많은 요새를 점령했고, 샤를 로렌 공작은 약탈을 일삼는 용병 군대를 이끌고 샹파뉴를 거쳐 콩데와 합류하기 위해 진군했다. 이에 대해 튀렌은 콩데를 우회하여 용병들 앞에 진을 쳤고, 그들의 지도자는 자신의 부하들을 프랑스의 노련한 연대들과 맞서 손실시키고 싶지 않아 금전을 받고 로렌의 아주 작은 요새 두 곳을 약속받는 대가로 철수하는 데 동의했다.
몇 차례의 기동 작전이 더 있은 후, 왕군은 생탕투안 구역(1652년 7월 2일)에서 프롱드파를 파리의 닫힌 성문을 등지게 하여 포위할 수 있었다. 왕당파는 전선 전체에 걸쳐 공격을 감행했고, 공과 그의 위대한 귀족들의 기사다운 용맹에도 불구하고 큰 승리를 거두었다. 하지만 결정적인 순간에 가스통의 딸이 파리 시민들을 설득하여 성문을 열고 콩데의 군대를 받아들이게 했다. 그는 직접 바스티유의 대포를 추격자들에게 발포했다. 반란 정부가 파리에 출현하여 공작을 왕국의 부총독으로 선포했다. 마자랭은 여론이 확고하게 자신을 반대한다고 느끼고 다시 프랑스를 떠났으며, 제후들과 다투던 파리의 부르주아들은 1652년 10월 21일 국왕이 도시에 입성하는 것을 허락했다. 마자랭은 1653년 2월 아무런 저항 없이 귀환했다.

## 참고 문헌
- 이 문서에는 다음커뮤니케이션(현 카카오)에서 GFDL 또는 CC-SA 라이선스로 배포한 글로벌 세계대백과사전의 내용을 기초로 작성된 글이 포함되어 있습니다.